# Campuloclinium
Campuloclinium là một chi thực vật có hoa trong họ Cúc (Asteraceae).

## Loài
Chi Campuloclinium gồm các loài: